# Phycosoma
Genre
Synonymes
- Trigonobothrys Simon, 1889
- Paoningia Schenkel, 1936

Phycosoma est un genre d'araignées aranéomorphes de la famille des Theridiidae.

## Distribution
Les espèces de ce genre se rencontrent en Asie, en Amérique, en Océanie, en Europe et en Afrique.

## Liste des espèces
Selon World Spider Catalog (version 26, 13/07/2025) :
- Phycosoma aheneum (Dyal, 1935)
- Phycosoma altum (Keyserling, 1886)
- Phycosoma amamiense (Yoshida, 1985)
- Phycosoma corrugum Gao & Li, 2014
- Phycosoma crenatum Gao & Li, 2014
- Phycosoma diaoluo F. Zhang & B. S. Zhang, 2012
- Phycosoma digitula F. Zhang & B. S. Zhang, 2012
- Phycosoma excisum (Simon, 1889)
- Phycosoma flavomarginatum (Bösenberg & Strand, 1906)
- Phycosoma hainanense (Zhu, 1998)
- Phycosoma hana (Zhu, 1998)
- Phycosoma inornatum (O. Pickard-Cambridge, 1861)
- Phycosoma jamesi (Roberts, 1979)
- Phycosoma japonicum (Yoshida, 1985)
- Phycosoma labiale (Zhu, 1998)
- Phycosoma ligulaceum Gao & Li, 2014
- Phycosoma lineatipes (Bryant, 1933)
- Phycosoma martinae (Roberts, 1983)
- Phycosoma menustya (Roberts, 1983)
- Phycosoma molle (Simon, 1903)
- Phycosoma mustelinum (Simon, 1889)
- Phycosoma nigromaculatum (Yoshida, 1987)
- Phycosoma oecobioides O. Pickard-Cambridge, 1880
- Phycosoma ripa (Zhu, 1998)
- Phycosoma sinicum (Zhu, 1992)
- Phycosoma spundana (Roberts, 1978)
- Phycosoma stellare (Zhu, 1998)
- Phycosoma stictum (Zhu, 1992)
- Phycosoma stigmosum Yin, 2012
- Phycosoma submustelinum (Zhu, 1998)
- Phycosoma turriceps (Schenkel, 1936)
- Phycosoma yanshun Lin & Li, 2024

## Systématique et taxinomie
Ce genre a été décrit par O. Pickard-Cambridge en 1880 dans les Theridiidae. Il est placé en synonymie avec Euryopis par Levi et Levi en 1962. Il est relevé de synonymie par Fitzgerald et Sirvid en 2003.
Trigonobothrys a été placé en synonymie par Fitzgerald et Sirvid en 2003.
Paoningia a été placé en synonymie par Liu, Liang, Yin et Xu en 2025.

## Publication originale
- O. Pickard-Cambridge, 1880 : « On some new and rare spiders from New Zealand, with characters of four new genera. » Proceedings of the Zoological Society of London, vol. 47, no 4, p. 681-703 (texte intégral).